# Нань (титул)
Нань (кит. 男, пиньинь: nán) — один из древнейших титулов в Китае. Символом власти было яшмовое кольцо.
Приблизительно соответствует европейскому титулу барон.
Во времена династии Чжоу был низшим рангом знатности из пяти: гун, хоу, бо, цзы, нань.